# Veguillas de la Sierra
Veguillas de la Sierra är en kommun i Spanien.   Den ligger i provinsen Provincia de Teruel och regionen Aragonien, i den centrala delen av landet, 200 km öster om huvudstaden Madrid.